# Bayou Des Arc
Pour les articles homonymes, voir Arc.
Le bayou Des Arc est une rivière de l'État de l'Arkansas. Il est un affluent de la rivière White et un sous-affluent du fleuve Mississippi.

## Géographie
Le bayou prend sa source au Nord de Little Rock dans le comté de White. Le bayou Des Arc s'écoule ensuite vers le Sud-Est et après de nombreux méandres, atteint sa confluence avec la rivière White, juste au Nord de la ville Des Arc située dans le Comté de Prairie.

## Histoire
Le nom du bayou lui fut donné par les premiers trappeurs et coureurs des bois français et Canadiens français à l'époque de la Nouvelle-France et de la Louisiane française.

## Sources

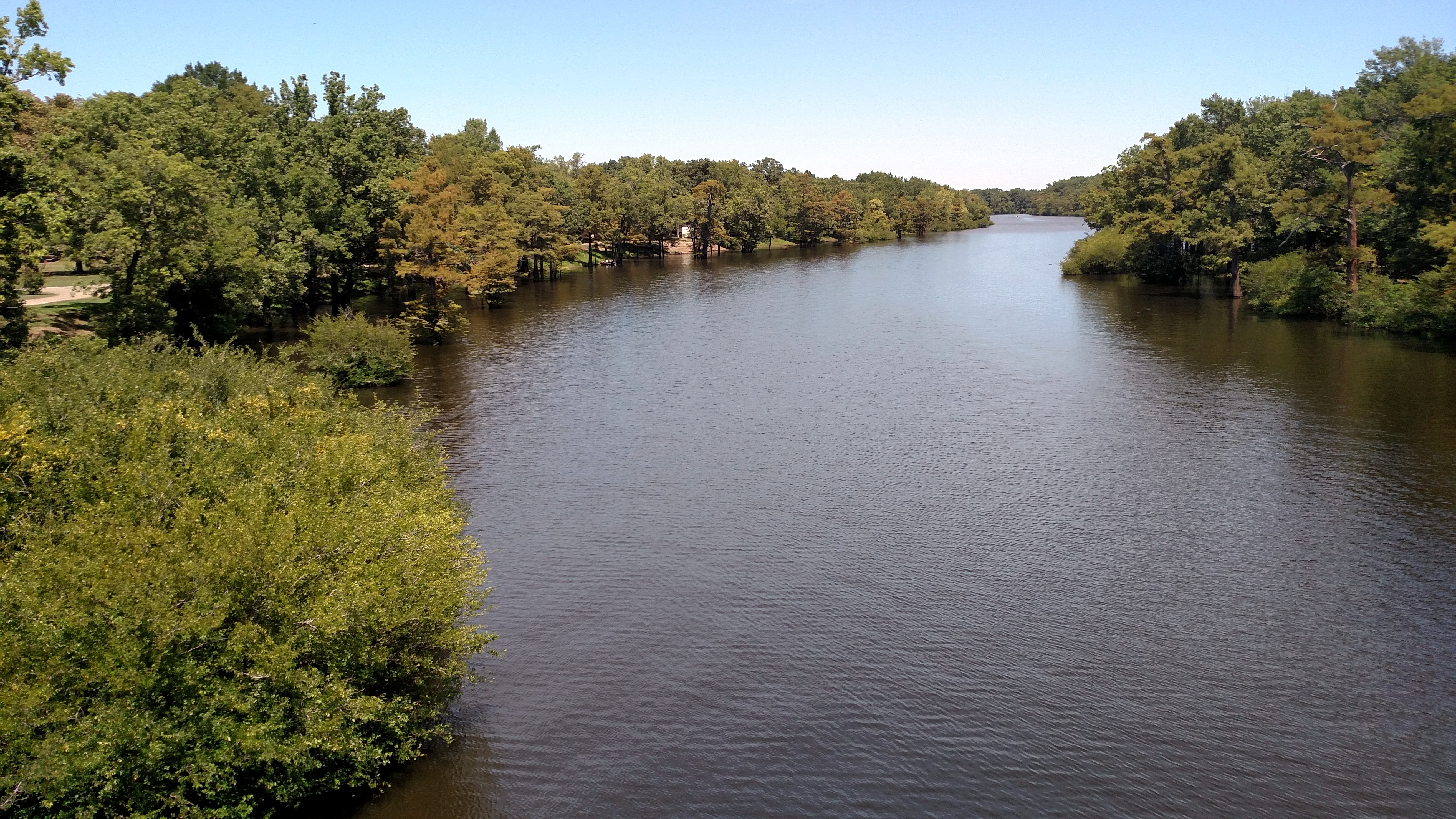
Vue du bayou Des Arc.

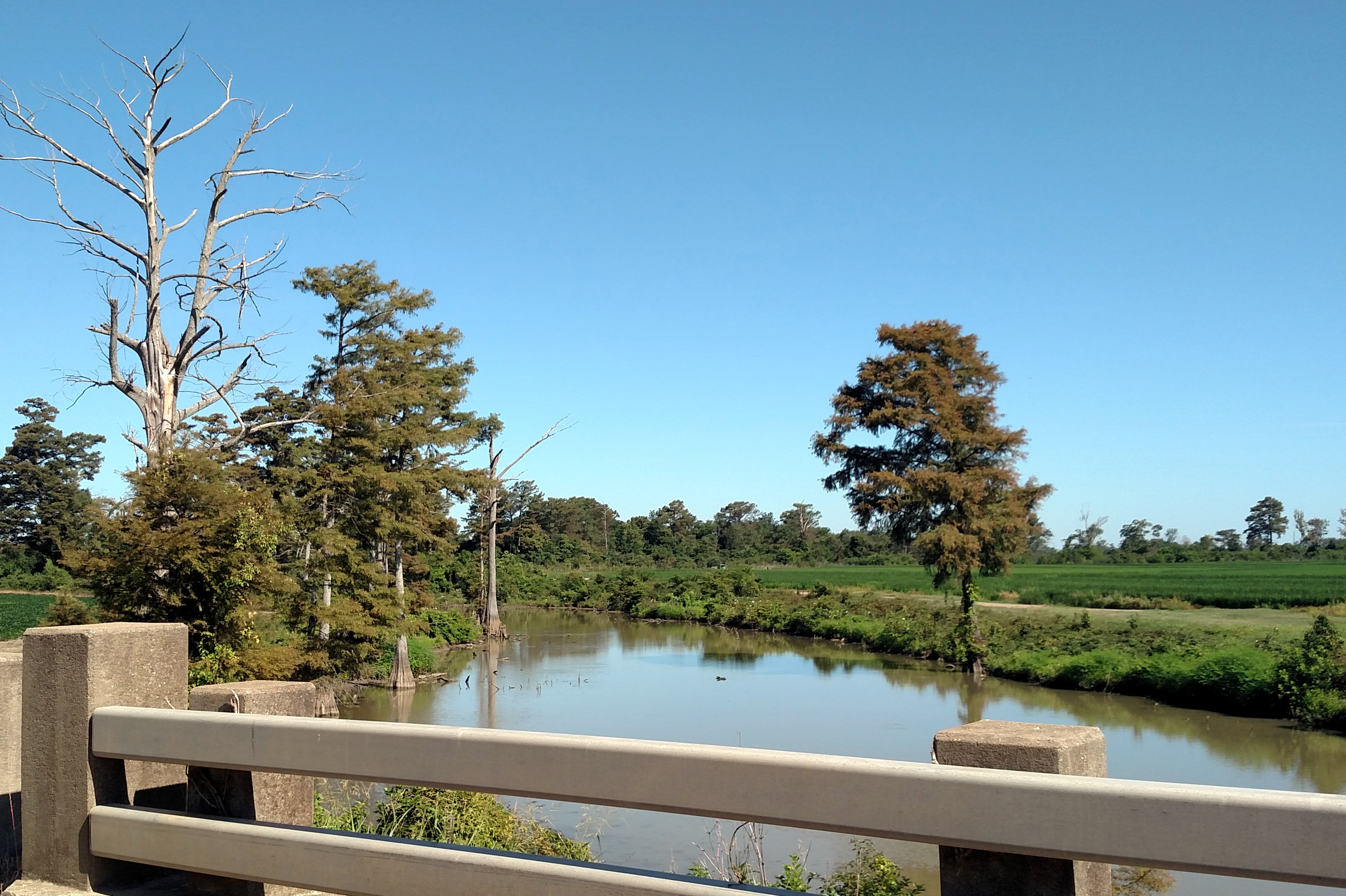
le bayou Des Arc près de sa confluence avec la rivière White.

- (en) Geographic Names Information System
- (en) Origine de certains lieux aux États-Unis